# Humberto I de Genebra
Humberto I de Genebra (?1174 - ?1220) é filho de Guilherme I e do seu casamento com a sua primeira mulher, Agnes de Saboia.
Foi Conde de Genebra desde a morte do seu pai em 1195 até à sua própria morte.
Antes de tomar posse do título Humberto tinha participado com o seu meio-irmão, Guilherme II de Genebra, filho do segundo casamento do seu pai, às Cruzada albigense.
Não se conhecem os nomes das suas mulher mas sabe-se que teve três filhos; Pedro, Eble e Alísia que se casará com Rodolfo de Faucigny.
| Antecessor             | Humberto I de Genebra (?1174 - † ?1220) | Sucessor                |
| ---------------------- | --------------------------------------- | ----------------------- |
| Guilherme I de Genebra | Conde de Genebra 1195 - 1220            | Guilherme II de Genebra |